# Sylvia (chimpansee)
Sylvia (1974 – Amersfoort, 18 augustus 2012) was een chimpansee die een belangrijke rol speelde in de chimpanseegroep in DierenPark Amersfoort. Sylvia woonde 35 jaar in Amersfoort.
In de zomer van 2012 verslechterde de gezondheidstoestand van Sylvia snel. Zij leed aan ernstige bloedarmoede en wilde niet meer eten. Op 18 augustus werd besloten haar te laten inslapen.
De Universiteit Utrecht heeft sectie verricht om erachter te komen wat Sylvia precies mankeerde.